# Pável Nejáichik
Pável Alaksándrovich Nejáichik (Minsk, Bielorrusia, 17 de mayo de 1988) es un exfutbolista bielorruso que jugaba de centrocampista.

## Selección nacional
Fue internacional con la selección de fútbol de Bielorrusia en 37 ocasiones.

### Participaciones internacionales
| Copa                    | Sede      | Resultado |
| ----------------------- | --------- | --------- |
| Eurocopa Sub-21 de 2011 | Dinamarca | Semifinal |

## Clubes
| Club               | País        | Año       |
| ------------------ | ----------- | --------- |
| F. C. BATE Borisov | Bielorrusia | 2007-2011 |
| F. C. Dinamo Moscú | Rusia       | 2011-2013 |
| F. C. BATE Borisov | Bielorrusia | 2013      |
| F. C. Tom Tomsk    | Rusia       | 2014-2016 |
| F. C. Orenburg     | Rusia       | 2016-2017 |
| F. C. Dinamo Brest | Bielorrusia | 2017-2019 |
| F. C. BATE Borisov | Bielorrusia | 2020-2021 |

## Palmarés

### Títulos nacionales
| Título                      | Club               | País        | Año  |
| --------------------------- | ------------------ | ----------- | ---- |
| Liga Premier de Bielorrusia | F. C. BATE Borisov | Bielorrusia | 2007 |
| Liga Premier de Bielorrusia | F. C. BATE Borisov | Bielorrusia | 2008 |
| Liga Premier de Bielorrusia | F. C. BATE Borisov | Bielorrusia | 2009 |
| Supercopa de Bielorrusia    | F. C. BATE Borisov | Bielorrusia | 2010 |
| Copa de Bielorrusia         | F. C. BATE Borisov | Bielorrusia | 2010 |
| Liga Premier de Bielorrusia | F. C. BATE Borisov | Bielorrusia | 2010 |
| Supercopa de Bielorrusia    | F. C. BATE Borisov | Bielorrusia | 2011 |
| Liga Premier de Bielorrusia | F. C. BATE Borisov | Bielorrusia | 2011 |
| Supercopa de Bielorrusia    | F. C. BATE Borisov | Bielorrusia | 2013 |
| Liga Premier de Bielorrusia | F. C. BATE Borisov | Bielorrusia | 2013 |
| Supercopa de Bielorrusia    | F. C. Dinamo Brest | Bielorrusia | 2018 |
| Copa de Bielorrusia         | F. C. Dinamo Brest | Bielorrusia | 2018 |
| Supercopa de Bielorrusia    | F. C. Dinamo Brest | Bielorrusia | 2019 |
| Liga Premier de Bielorrusia | F. C. Dinamo Brest | Bielorrusia | 2019 |
| Copa de Bielorrusia         | F. C. BATE Borisov | Bielorrusia | 2020 |
| Copa de Bielorrusia         | F. C. BATE Borisov | Bielorrusia | 2021 |